# Wang Shixian
Wang Shixian (en chino: 王適嫻; 13 de febrero de 1990) es una deportista china que compitió en bádminton.
Ganó una medalla de bronce en el Campeonato Mundial de Bádminton de 2010, en la prueba individual. En los Juegos Asiáticos consiguió tres medallas, dos de oro en 2010 y una de oro en 2014.

## Palmarés internacional
| Campeonato Mundial | Campeonato Mundial      | Campeonato Mundial | Campeonato Mundial |
| Año                | Lugar                   | Medalla            | Prueba             |
| ------------------ | ----------------------- | ------------------ | ------------------ |
| 2010               | París (Francia)         | Medalla de bronce  | Individual         |
| Juegos Asiáticos   |                         |                    |                    |
| Año                | Lugar                   | Medalla            | Prueba             |
| 2010               | Cantón (China)          | Medalla de oro     | Individual         |
| 2010               | Cantón (China)          | Medalla de oro     | Equipo             |
| 2014               | Incheon (Corea del Sur) | Medalla de oro     | Equipo             |